# Fredrikstad
För andra betydelser, se Fredriksstad.
Fredrikstad, äldre stavning Fredriksstad (uttalas med tryck på första stavelsen), är en stad i Norge ingående i tätorten Fredrikstad/Sarpsborg. Fredrikstadsdelen av tätorten har 60 578 invånare. Fredrikstad är centralort i Fredrikstads kommun och stiftsstad i Borgs stift.
Staden grundades 1567 efter det att Sarpsborg hade bränts ned under Nordiska sjuårskriget, och dess borgare ville ha staden uppbyggd vid Glommas utlopp i Oslofjorden. Den nya staden förlades på gården Brubergs marker på Glommas östra sida och övertog Sarpsborgs stadsprivilegier
Det centrala Fredrikstad består idag av två delar. På östra sidan ligger Gamlebyen. Västra Fredrikstad var tidigare en förort, men befolkningsantalet översteg det på östra sidan vid mitten av 1800-talet. Där finns idag stadens centrum med järnvägsstation och omfattande näringsverksamhet. 
Fredrikstad har en kyrka från medeltiden, Gamle Glemmen kirke, som uppfördes omkring 1182 och som ligger nordost om stadens centrum. Fredrikstads domkyrka byggdes 1880 och är från 1969 domkyrka i Borgs stift.

## Sport
Fotbollsklubben Fredrikstad FK har hemmaarenan Fredrikstad stadion.

## Musik
Exempel på band som är från Fredrikstad är Jok-R och CC Cowboys.
Andy LaPlegua är född och uppvuxen i Fredrikstad.

## Bildgalleri

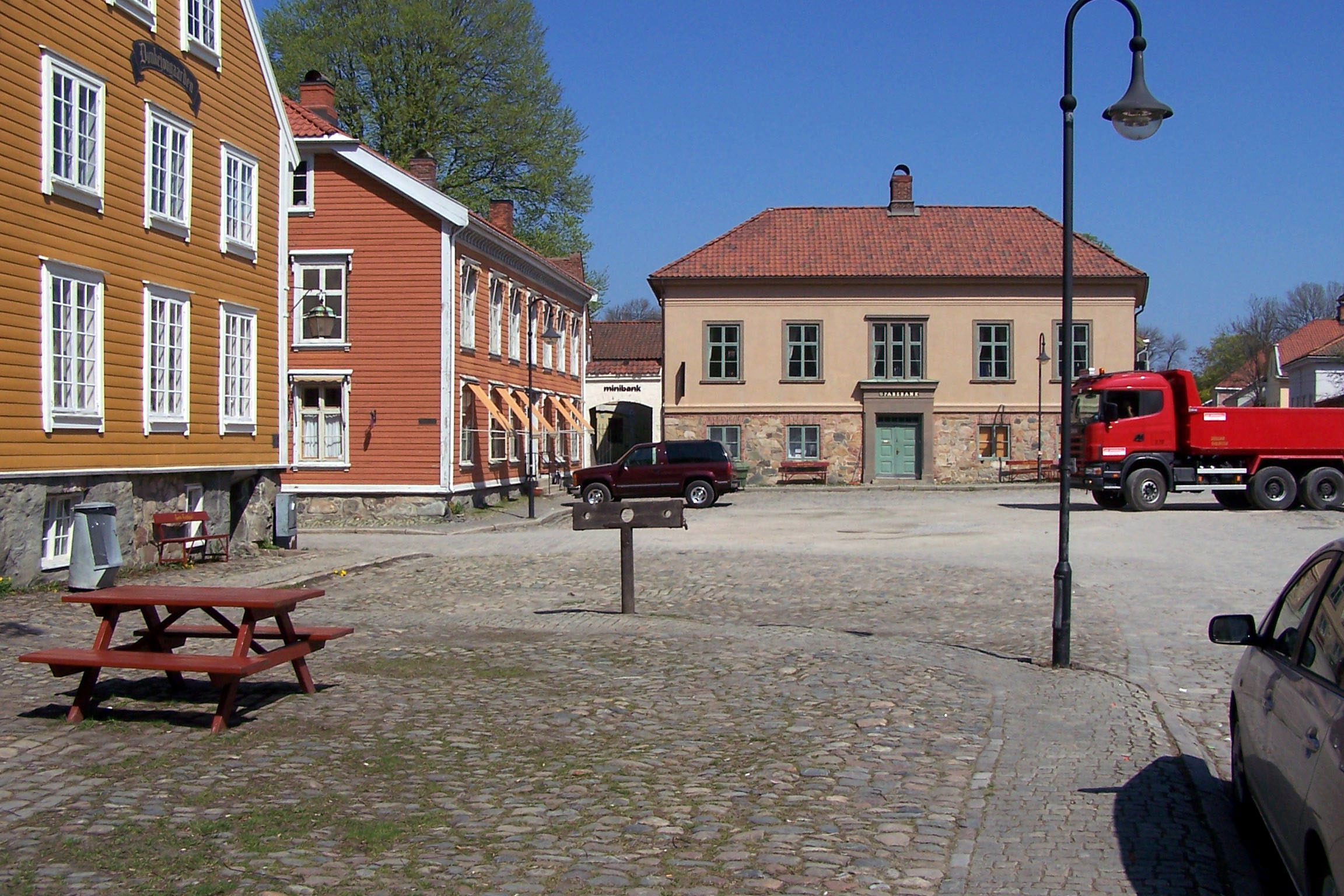
Torget i Gamlebyen
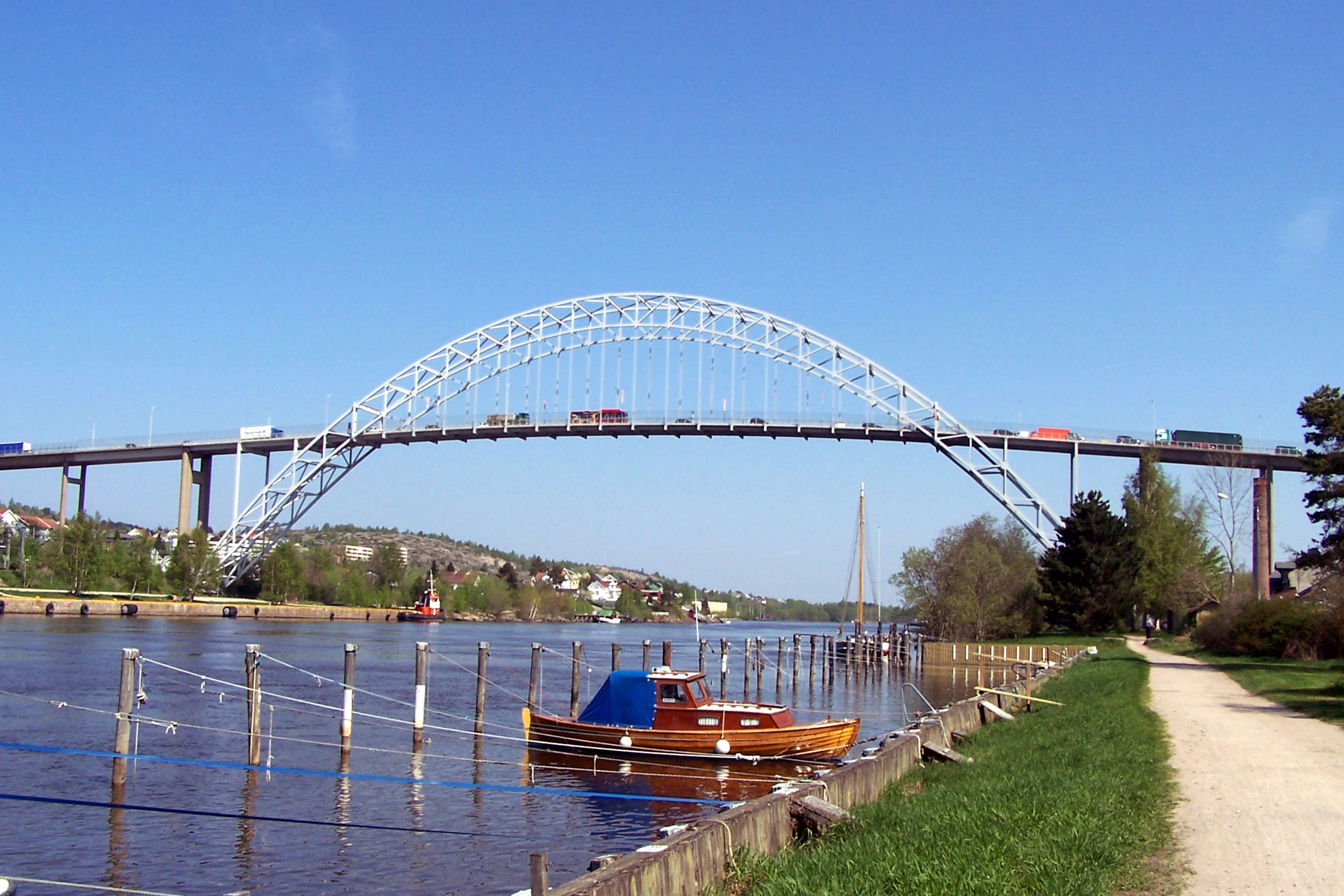
Fredrikstadsbron över Glomma
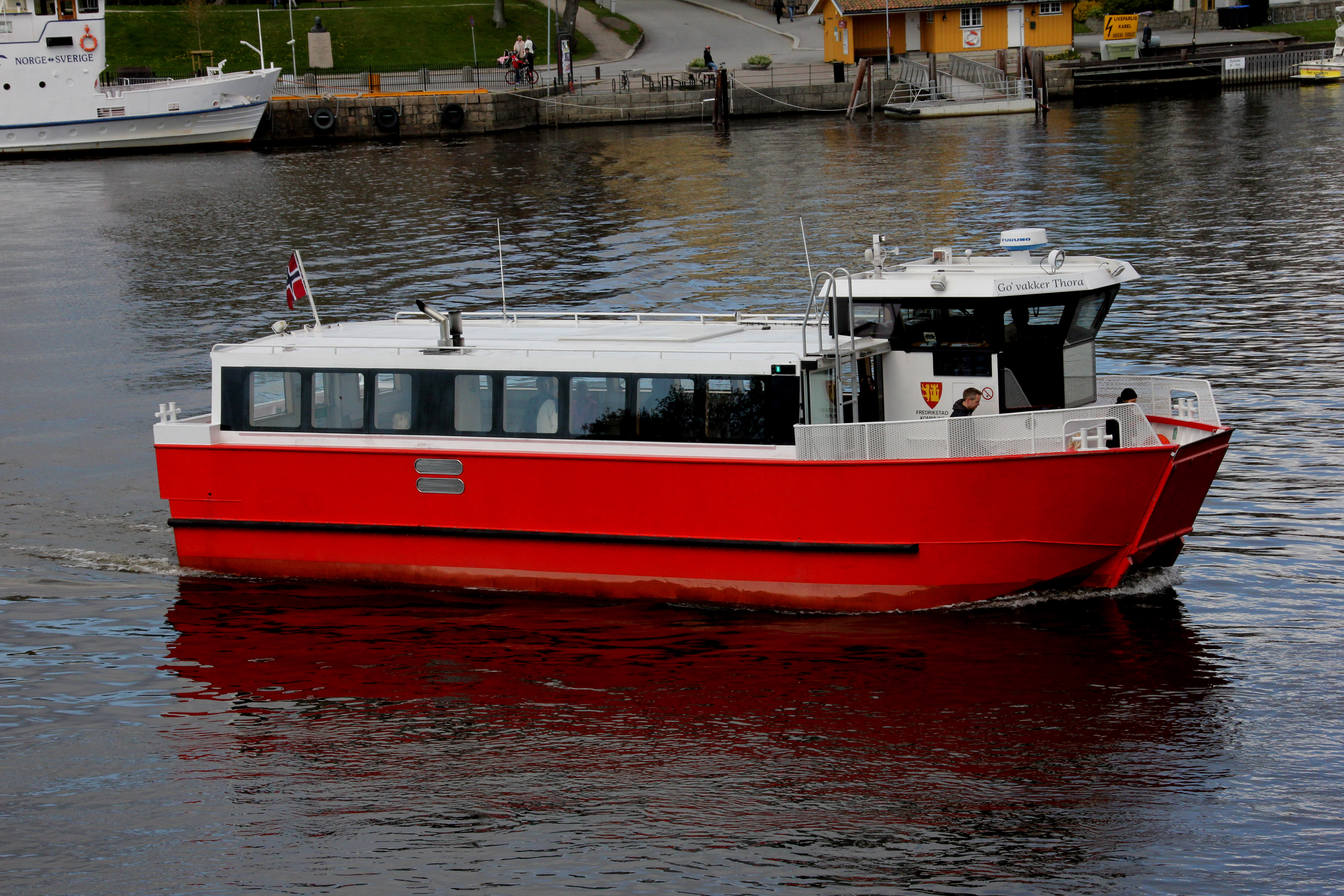
Byferga Go' vakker Thora på Glomma
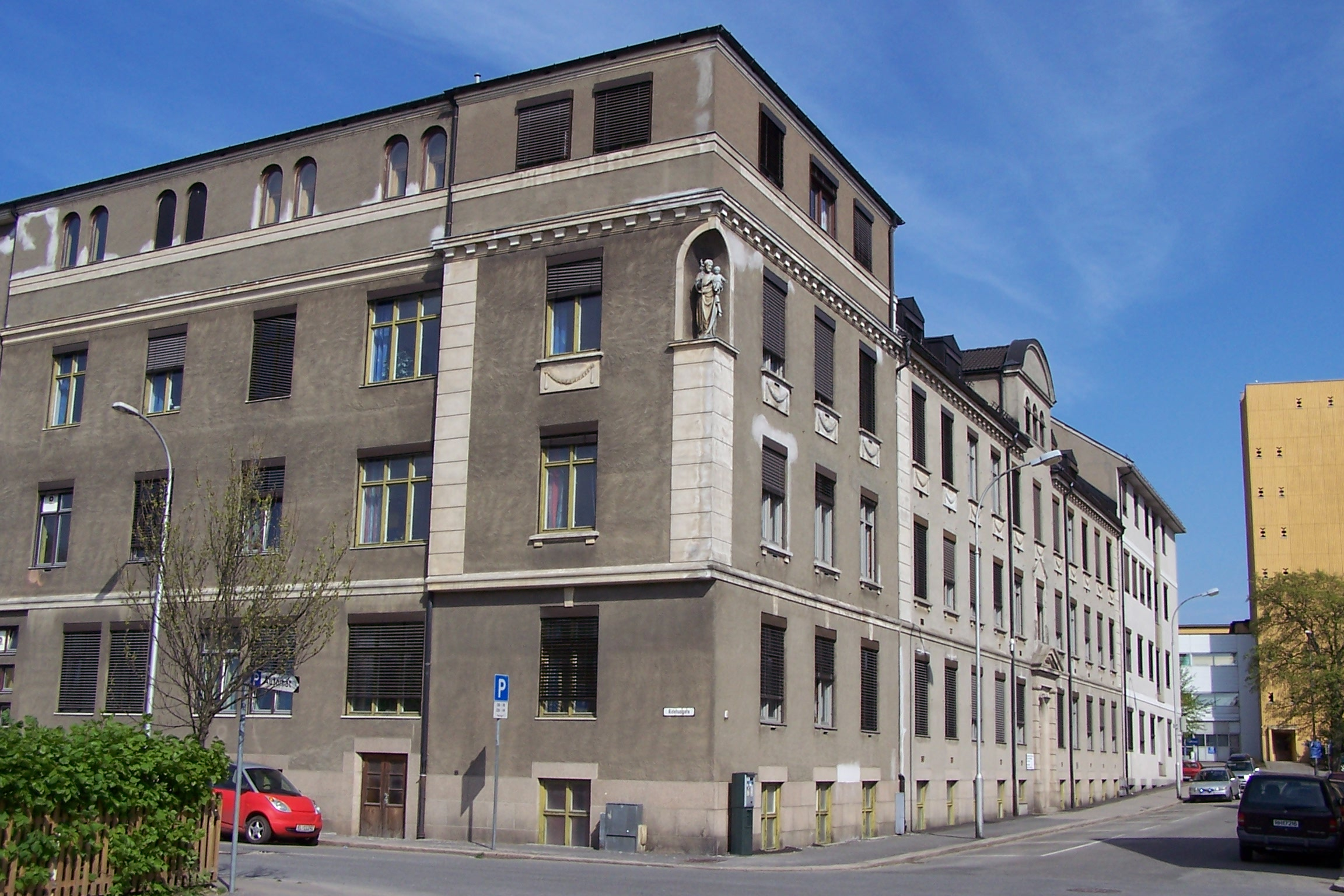
Sankt Josephs hospital